# Прунду-Биргеулуй
Прунду-Биргеулуй (рум. Prundu Bârgăului) — село у повіті Бистриця-Несеуд в Румунії. Адміністративний центр комуни Прунду-Биргеулуй.
Село розташоване на відстані 326 км на північ від Бухареста, 20 км на північний схід від Бистриці, 99 км на північний схід від Клуж-Напоки.

## Населення
За даними перепису населення 2002 року у селі проживали 4994 особи.
Національний склад населення села:
| Національність | Кількість осіб | Відсоток |
| -------------- | -------------- | -------- |
| румуни         | 4965           | 99,4%    |
| угорці         | 11             | 0,2%     |
| цигани         | 8              | 0,2%     |

Рідною мовою назвали:
| Мова      | Кількість осіб | Відсоток |
| --------- | -------------- | -------- |
| румунська | 4980           | 99,7%    |
| угорська  | 9              | 0,2%     |